# Trollryggen (Rauma)
Trollryggen (deutsch: „Der Troll-Rücken“) ist ein 1725 Meter hoher Berg in der Kommune Rauma, Fylke Møre og Romsdal in Norwegen im Reinheimen-Nationalpark. Er ist der dritthöchste Berg des Gebirgszuges Trolltindene, nach Breitinden mit 1797 Metern und Store Trolltind mit 1788 Metern. Seine erste bekannte Besteigung von Romsdal aus wurde 1958 von Arne Randers Heen durchgeführt.

## Geographische Lage
Der Trollryggen liegt östlich des von der Istra durchflossenen Isterdalen mit der Trollstigen und westlich des von der Rauma durchflossenen Romsdal. Nördlich des Trollryggen erhebt sich der 1788 Meter hohe Store Trolltinden und südlich der 1536 Meter hohe Søndre Trolltinden. Zwischen Store Trolltinden und Trollryggen befindet sich die Steilwand Trollveggen. Südwestlich des Trollryggen liegt ein tiefes Tal mit einem See auf 1067 Meter Höhe. Dieser See entwässert durch die Storgrova zur Istra hin. Westlich des Sees erhebt sich der 1629 Meter hohe Storgrovfjellet.

## Besteigung
1958 bestieg der damals schon 53-jährige Arne Randers Heen zusammen mit dem damals 21-jährigen Ralph Høibakk den Trollryggen von Romsdal aus. Dieser Aufstieg gehört zu den längsten Kletterrouten in Europa. Die beiden Männer verfügten über einfache Kletterausrüstung. Sie übernachteten einmal während des Aufstiegs.

## Tourismus
Eine leichtere Variante beginnt am großen Parkplatz mit dem Trollstigen Visitor Center an der Trollstigen und führt nördlich am Stigbotnvatnet vorbei Richtung Søndre Trolltinden und dann mit schwieriger Kletterei auf dem Grat nach Norden zum Trollryggen.